# Hiroki Oka
Hiroki Oka (岡 大生 Oka Hiroki?), född 18 april 1988 i Aichi prefektur, är en japansk fotbollsspelare.
Oka började sin karriär 2011 i Ventforet Kofu. 2015 blev han utlånad till JEF United Chiba. Han gick tillbaka till Ventforet Kofu 2016. 2020 flyttade han till Kataller Toyama.